# CA Acassuso
Club Atlético Acassuso jest argentyńskim klubem piłkarskim z siedzibą w Buenos Aires.

## Osiągnięcia
- Mistrz amatorski Argentyny: 1937
- Mistrz piątej ligi (Primera D Metropolitana): 2001 (Clausura)

## Historia
Klub założony został 7 września 1922 roku pod nazwą Villa Acassuso Football Club. W 1925 roku klub zmienił nazwę na Club Sportivo Acassuso. Współczesna nazwa, czyli Club Atlético Acassuso, obowiązuje od 1942 roku. Obecnie klub gra w trzeciej lidze argentyńskiej Primera B Metropolitana.